# صوفي أميرة اليونان والدنمارك
صوفي أميرة اليونان والدنمارك وباليونانية (Πριγκίπισσα Σοφία της Ελλάδας και Δανίας)، كانت الابنة الرابعة لأليس أميرة باتنبرغ، والشقيقة الكبرى لفيليب دوق إدنبرة. ولدت في 26 يونيو 1914 بجزيرة كورفو باليونان. وتوفيت في 3 نوفمبر 2001.